# اسکار ایچازو
اسکار ایچازو (۲۴ ژوئیه ۱۹۳۱–۲۶ مارس ۲۰۲۰) بنیانگذار مکتب آریکا در کشور بولیوی بود که در سال ۱۹۶۸ آن را تأسیس کرد.
نظریه اناگرام ایچازو بخشی از فضای وسیع تر آموزش است که او پروتو آنالیز یا تحلیل پروتو نامیده‌است. در آموزه‌های ایچازو، شکل آناگرام در ابتدا enneagon نامیده می‌شد.